# Acotango
Acotango je prostřední a nejvyšší z trojice stratovulkánů (Humarata – 5730 m, Cerro Capurata – 5990 m a Acotango – 6062 m), nacházejících se na hranici severního Chile a západní Bolívie v Národním parku Lauca. Sopky společně tvoří Nevados de Quimsachata (uváděno i Quimsa Chata nebo Kimsa Chata; kimsachata znamená v ajmarštině „tři bratři“).
Doba poslední erupce není známa, ale lávové proudy na severním svahu jsou relativně čerstvé. Původně se předpokládalo, že pochází z období holocénu. Novější výzkumy ukázaly, že jsou spíše pleistocenního stáří.
Taktéž komplex lávových dómů a s nimi asociovaných uloženin pyroklastických proudů vulkanického centra Capurata je relativně mladý.